# A&M/옥톤 레코드
A&M/옥톤 레코드(A&M/Octone Records)는 미국의 레코드 레이블로, 유니버설 뮤직 그룹과 옥톤 레코드의 합작 회사이며, 옥토스코프(Octoscope)라고도 불린다. 전세계적으로 멀티 플래티넘을 기록한 슈퍼스타 팝 록 밴드 마룬 5 등이 소속되어있다.

## 역사
2000년 CEO 제임스 디너에 의해 옥톤 레코드로 창립되었다. 2007년 유니버설 뮤직 그룹의 A&M 레코드와 합작으로 A&M/옥톤 레코드로 바뀌었다.

### 임원진
- 제임스 디너, CEO/회장
- 데이비드 복센바움(David Boxenbaum), General Manager
- 벤 버크맨(Ben Berkman), EVP/Head of Promotion
- 롬 토머스(Rome Thomas), Senior Vice President Sales & Artist Development
- Roi Hernandez, Head of Creative Services & Electronic A&R

### 회사명
- A&M/Octone(A&M/옥톤)
- Octone Records(옥톤 레코드)
- Octoscope(옥토스코프)

## 소속 음악가[2]
2014년 흡수 합병 당시 소속 음악가
- 마룬 5
- 할리우드 언데드
- 플라이리프
- 케이난
- 미스 윌리 브라운
- Kevin Hammond
- The Knocks
- 봄베이 바이스쿨 클럽
- 캐터리나 그레이엄
- Duncan
- Churchill
- Ray C
- The Freshmen

이전 소속 음악가
- 하이브스
- 페이퍼 텅스

## 같이 보기
- 유니버셜 뮤직 그룹
- A&M 레코드
- 인터스코프 레코드